# Antoinette Lubaki
Antoinette Mfumbi [Lubaki] (autre signature : Atoinet Lubaki, Antoinette Mfumbi, Antoinette Mfimbi) est une peintre aquarelliste congolaise née probablement vers 1895 à Kabinda. Elle est l'une des rares artistes féminines congolaises connues du début du XXe siècle. 

## Biographie
Antoinette Mfumbi ou Mfimbi est généralement connue sous le nom d'Antoinette Lubaki car elle est présentée comme étant la femme d'Albert Lubaki. Sans preuve formelle d'un mariage entre Antoinette et Albert, et en accord avec ses descendantes, elle est désormais identifiée sous le nom d'Antoinette Mfumbi ou Mfimbi. Selon l'unique source primaire connue à ce jour, le commanditaire des dessins l'agent territorial Georges Thiry, elle serait liée à la famille du chef Lumpungu du village de Kabinda situé alors dans la province du Katanga colonial, actuellement dans la province de Lomami. Avec son compagnon Albert Lubaki, Alphonse Kalenga, Léonard Tshibambe et Tshela tendu (Djilatento, sic), elle fait partie de la première génération de peintres sur papier congolais. Leurs dessins aquarellés ont été exposés en Europe à partir de 1929 à la suite de la rencontre entre Georges Thiry et Gaston-Denys Périer, fonctionnaire à la bibliothèque du ministère des Colonies à Bruxelles

## Expositions et collections
Le nom d'Antoinette Lubaki n'est pas toujours mentionné dans les expositions qui présentent ses œuvres, les auteurs ne mentionnant que son compagnon (Albert) ou simplement Lubaki.
- 1929 : Exposition des aquarelles de l'imagier nègre Lubaki, Palais des Beaux-Arts de Bruxelles[6]
- 2015 : Beauté Congo- Congo Kitoko, Fondation Cartier pour l'art Contemporain.